# Seznam poledníků a rovnoběžek tvořících státní hranice

Mapa světa s jednotlivými poledníky (jejich čísla jsou nahoře) a rovnoběžkami (čísla vpravo)

Na světě existuje mnoho zemí, jež jsou od sebe odděleny hranicí definovanou tím či oním poledníkem či rovnoběžkou. Tyto hranice spadají mezi hranice umělé, neboť je nevymezuje žádný geografický objekt, jako např. řeka. Do seznamu jsou zahrnuty jen poledníky a rovnoběžky tvořící hranice v délce 300 km a více (zajímavé je, že velká část těchto hranic je dlouhá cca 410 km). Nejsou zde zahrnuty poledníky a rovnoběžky s hodnotou necelého čísla (např. rovnoběžka přibližně 17°23', jež tvoří hranici mezi Angolou a Namibií).
Seznam obsahuje devět poledníků a čtyři rovnoběžky.

## Poledníky

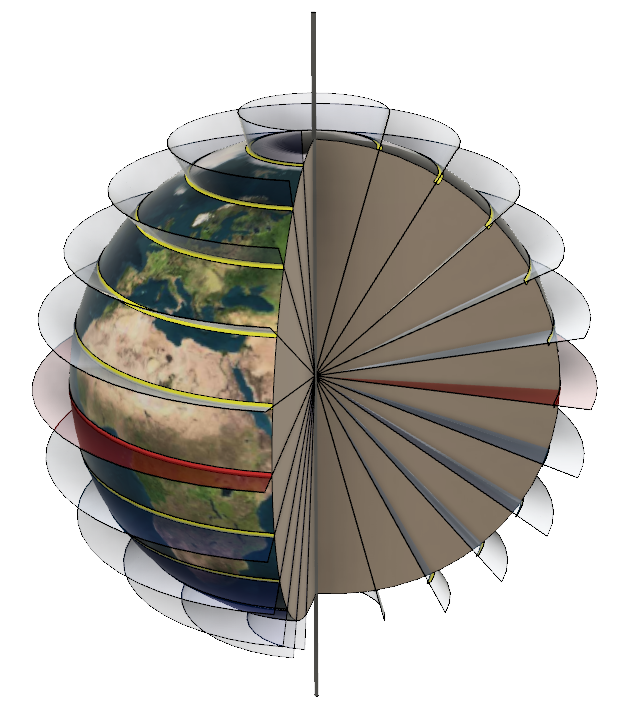
Model zobrazující rovnoběžky (žluté a červené kružnice)

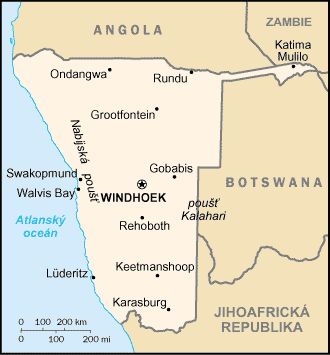
Namibie

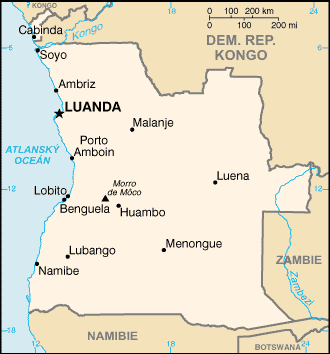
Angola

### 20. poledník východní délky
Namibie  Botswana
 Namibie  Jižní Afrika
20. poledník východní délky definuje jižní část hranice mezi Namibií a Botswanou, cca 310 km (tu severní tvoří 21. poledník), jižně od 22. rovnoběžky jižní šířky. Na jihu (od řeky Nossob) pak tvoří hranici mezi Namibií a Jihoafrickou republikou, přibližně 410 km, načež odbočuje na západ, kopírujíc řeku Orange až k Atlantskému oceánu.

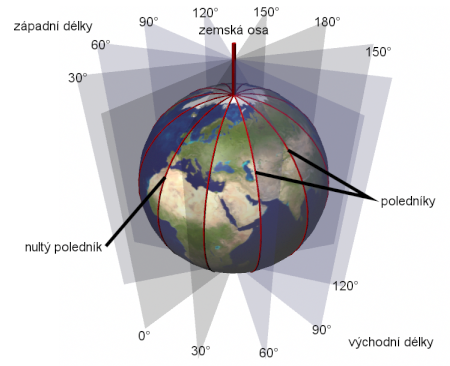
Model zobrazující poledníky

### 21. poledník východní délky
Namibie  Botswana
Tento poledník tvoří severní část hranice mezi Namibií a Botswanou, jež je dlouhá cca 410 km. Na jihu ji ohraničuje 22. rovnoběžka jižní šířky.

### 22. poledník východní délky
Angola  Zambie

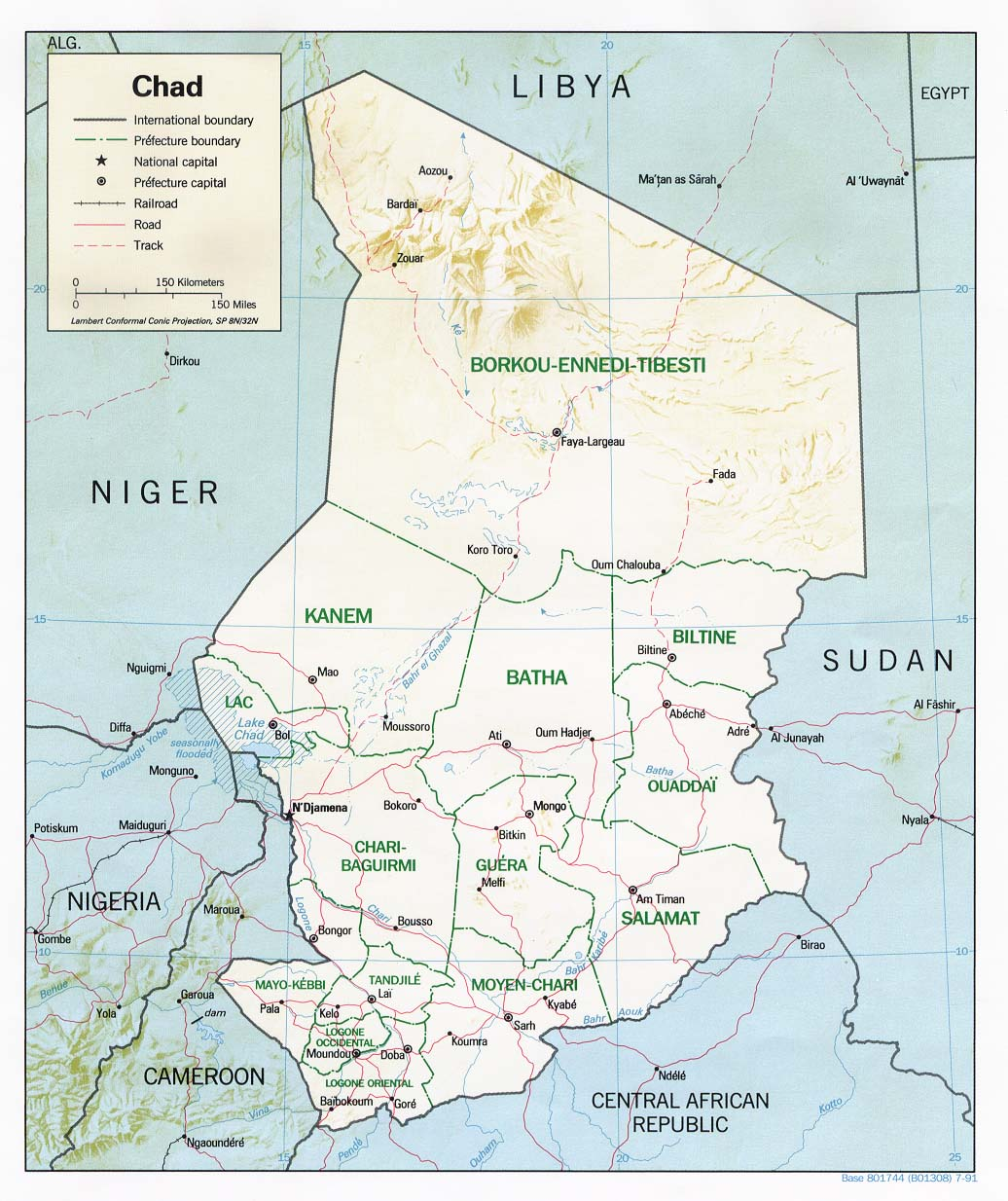
Čad

Poledník definuje hranice po délce asi 360 km. Na jihu hranice odbočuje na jihovýchod, přičemž prochází pár kilometrů severně od řeky Kwando. Na severu odbočuje na východ, kopírujíc 13. rovnoběžku jižní šířky.

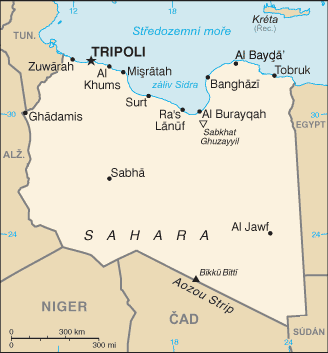
Libye

### 24. poledník východní délky
Libye  Súdán
 Čad  Súdán
Poledník nejprve vymezuje hranici Libye–Súdán, a to jižně od 20. rovnoběžky severní šířky, v délce přibližně 50 km. Po trojmezí s Čadem tvoří hranici mezi Čadem a Súdánem, asi 420 km. Následně hranice zahýbá na západ, přičemž kopíruje řeku Wadi Howar, levý přítok Nilu.

### 25. poledník východní délky
Libye  Egypt
 Libye  Súdán
25. poledník východní délky definuje valnou část hranice mezi Libyí a Egyptem, přibližně 800 km, pouze na severu se tato hranice začíná lehce odchylovat od poledníku. Tvoří také přibližně polovinu hranice mezi Libyí a Súdánem, cca 220 km. Tato hranice na 20. rovnoběžce severní šířky odbočuje na západ.

### 41. poledník východní délky
Keňa  Somálsko

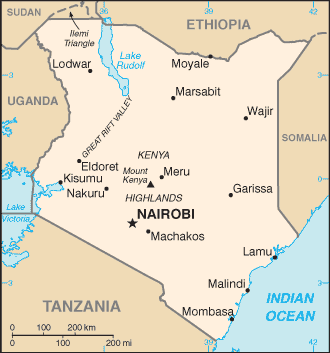
Keňa

Hranice poledník vyloženě nekopíruje, je s ním ale rovnoběžná po délce cirka 410 km. Prochází asi jeden kilometr západně od něj, což je však jen malá odchylka, a proto je 41. poledník severní šířky do tohoto seznamu zařazen. Na severu hranice odbočuje rovně na severovýchod, na jihu rovně na jihovýchod.

### 56. poledník východní délky
Uzbekistán  Kazachstán
Tento poledník tvoří západní hranici Kazachstánu a Uzbekistánu, která je dlouhá přibližně 410 km. Hranice pokračuje na sever až k 45. rovnoběžce severní šířky, kde uhýbá na severovýchod.

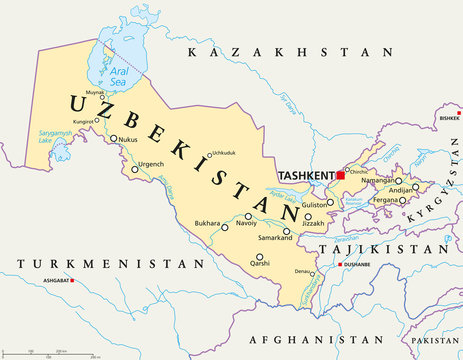
Uzbekistán

### 141 poledník východní délky
Indonésie  Papua Nová Guinea

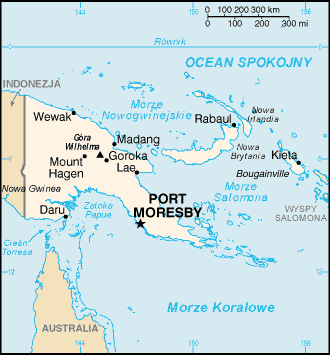
Papua Nová Guinea

141. poledník definuje hranici mezi Indonéskou polovinou ostrova Nová Guinea a druhou polovinou, na níž se rozprostírá Papua Nová Guinea. Hranice téměř dokonale opisuje 141. poledník, až na jednu malou výjimku. Území východně od řeky Fly, jež pramení v Papui Nové Guineji, poté kříží 141. poledník směrem na západ a posléze směrem na východ, patří celé států Papua Nová Guinea. Řeka tedy západně od 141. rovnoběžky tvoří hranici (viz obrázek). Celková délka části hranice opisující poledník je přibližně 660 km.

### 141. poledník západní délky
Aljaška (USA)  Kanada
Poledník tvoří hranici mezi Aljaškou, státem USA, a Kanadou. Tato hranice začíná u Severního ledového oceánu, konkrétně u Beaufortova moře, a vede cca 1040 km na jih. Zde asi 17 km od nejbližšího fjordu odbočuje na východ, kde poté vytváří tzv. Alaska panhandle, Aljašský výběžek.

## Rovnoběžky

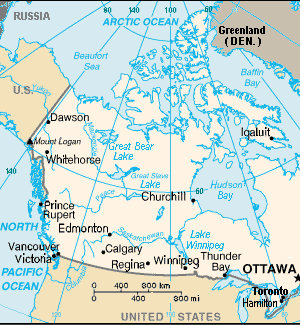
Kanada

### 49. rovnoběžka severní šířky
Kanada  USA
Jedná se o rovnoběžku tvořící dlouhou rovnou hranici mezi Kanadou a USA v délce přibližně 2010 km, od Atlantského oceánu (přímořské ostrovy mají hranice komplikovanější) až k tzv. Northwest Angle (Severozápadní výběžek). Zde krátce odbočuje na sever a následně míří na jihovýchod, kopírujíc soustavu Velkých jezer.

### 26. rovnoběžka severní šířky
Západní Sahara/ Maroko  Mauritánie

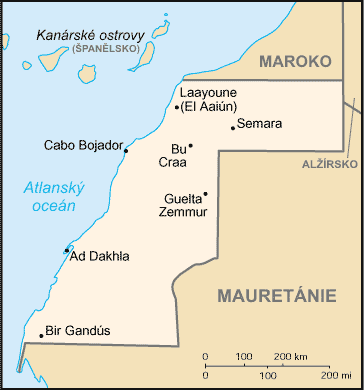
Západní Sahara

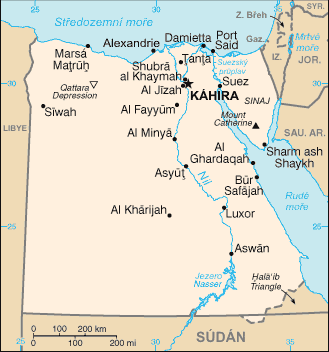
Egypt

26. rovnoběžka severní šířky definuje hranici mezi Západní Saharou, respektive Marokem, které ji považuje za součást svého území, a Mauritánií, po délce přibližně 330 km. Na západě uhýbá na jih po 12. poledníku západní délky, na východě zatáčí kolmo na sever.

### 22. rovnoběžka severní šířky
Egypt  Súdán
 Egypt země nikoho (Království severního Súdánu)
Tato rovnoběžka tvoří většinu státní hranice mezi Egyptem a Súdánem, a to od roku 1899, kdy byla hranice touto rovnoběžkou definována. Hranice vede od libyjského trojmezí na 25. poledníku severní šířky až k Rudému moři. Jedinými odbočkami od rovnoběžky jsou (od západu k východu) město Vádí Halfa, spravované Súdánem, a oblast Bír Tavíl, tzv. země nikoho. Halaibský trojúhelník, de iure součást Súdánu, byl vojensky obsazen Egyptem, čímž prodlužuje rovnoběžkou tvořenou část hranice. Na jihozápadě Halaibského trojúhelníku hranice rovnoběžku přestává kopírovat.
Rovnoběžka tvoří hranici Egypta se Súdánem a zemí nikoho v délce cca 1190 km.

### 1. rovnoběžka jižní šířky
Uganda  Tanzanie
 Keňa  Tanzanie

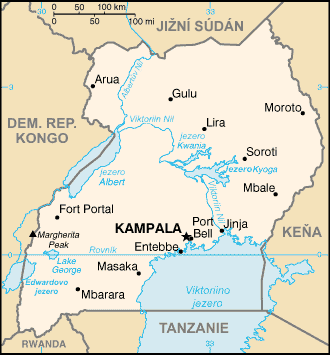
Uganda

Hranice mezi Ugandou a Keňou začíná na trojmezí s Demokratickou republikou Kongo, následně sleduje řeku Kagera, až se od ní nakonec oddělí a po délce 350 km kopíruje 1. rovnoběžku jižní šířky (tato část hranice se proto dá použít pro přibližné určení polohy rovníku na mapách, kde není vyznačen). Hranice téměř překlenuje Viktoriino jezero, ale kousek od pobřeží končí na trojmezí s Keňou. Hranice Keňa–Tanzanie nadále sleduje 1. rovnoběžku jižní šířky, asi 10 km. Poté se, cca 2,5 km od břehů jezera, stáčí na jihovýchod, k Indickému oceánu.